# IC 3368
IC 3368 ist eine elliptische Zwerggalaxie vom Hubble-Typ dE? im Sternbild Coma Berenices am Nordsternhimmel. Sie ist schätzungsweise 33 Millionen Lichtjahre von der Milchstraße entfernt.
Das Objekt wurde am 7. Mai 1904 vom US-amerikanischen Astronomen Royal Harwood Frost entdeckt.